# Günther Giovannoni
Günther Giovannoni (* 1971) ist ein Schweizer Sozialanthropologe. Er ist seit März 2019 Direktor der Schweizerischen Nationalphonothek und war zuvor Präsident der Museumskommission der Schweizerischen Ethnologischen Gesellschaft.

## Werdegang
Giovannoni absolvierte ein Studium der Ethnologie an der Universität Zürich und am Centro de Antropología in Havanna (Kuba). Seit 2007 war er am Museo delle Culture (MUSEC) in Lugano tätig. Im Jahr 2013 wurde Giovannoni als Nachfolger von Thomas Psota vom Bernischen Historischen Museum für drei Jahre zum Präsidenten der Museumskommission der Schweizerischen Ethnologischen Gesellschaft (SAA/SEG/SSE) gewählt. Er war damals Konservator des MUSEC und Dozent sowie Lehrbeauftragter an verschiedenen italienischen und schweizerischen Universitäten.
Am 1. März 2019 übernahm Günther Giovannoni die Leitung der Nationalphonothek in Lugano von Pio Pellizzari, der in den Ruhestand ging. Der Führungswechsel wurde am 30. November 2018 bekanntgegeben. Giovannoni gab im Februar das Amt des Präsidenten der Museumskommission auf, in dem er 2016 wieder bestätigt worden war.

## Publikationen (Auswahl)
- Mit Fosco Maraini (Fotograf): Ainu. Antenati spiriti e orsi. Cahier museomontagna 178. Museo Nazionale della Montagna «Duca degli Abruzzi», Tornio 2012.
- La collezione Nodari. Catalogo delle opere. Edizioni Mazzotta, Milano 2010. ISBN 978-88-202-1948-2.
- Mit Marco Fagioli: Shunga. Arte ed eros nel Giappone del periodo Edo. Edizioni Mazzotta, Milano 2009. ISBN 978-88-202-1934-5.
- Aree culturali e principali generi stilistici documentati dalla Collezione Brignoni. In: Francesco Paolo Campione (Hrsg.): La collezione Brignoni. Catalogo delle opere. Secondo Volume. Edizioni Mazzotta, Milano 2007. S. 37–46.
- Mitwirkung: The story of piano = Die Geschichte des Piano = L'histoire du piano. (CD Sampler) Hangar 21, 1997.